# Udarnîk, Tokmak
Udarnîk (în ucraineană Ударник, în germană Neukirch/Prangenau) este un sat în comuna Kirove din raionul Tokmak, regiunea Zaporijjea, Ucraina. Satul a fost locuit de germanii pontici.   

## Demografie
Componența lingvistică a localității Udarnîk
     Ucraineană (86,51%)
     Rusă (13,28%)
     Alte limbi (0,21%)
Conform recensământului din 2001, majoritatea populației localității Udarnîk era vorbitoare de ucraineană (86,51%), existând în minoritate și vorbitori de rusă (13,28%).